# Parafia św. Jacka w Szczytnicy
Parafia św. Jacka w Szczytnicy – parafia rzymskokatolicka w dekanacie Bolesławiec Wschód w diecezji legnickiej. Erygowana w 2008 roku.
Obsługiwana przez księży archidiecezjalnych. Jej proboszczem jest ks. mgr Krzysztof Sieradzki. Kościół parafialny, położony na byłym posowieckim osiedlu w Krzywej, a obecnie wsi Szczytnica, pozostaje w budowie.